# Calosota testaceipes
Calosota testaceipes är en stekelart som beskrevs av Karl-Johan Hedqvist 1970. Calosota testaceipes ingår i släktet Calosota och familjen hoppglanssteklar. Inga underarter finns listade.